# یانکر یورنسن
یانکر یورنسن (انگلیسی: Junker Jørgensen; ۱۷ مهٔ ۱۹۴۶ – ۸ ژانویهٔ ۱۹۸۹) دوچرخه‌سوار اهل دانمارک بود.